# Бабии
Бабии (укр. Бабії) — село в Добросинско-Магеровской сельской общине Львовского района Львовской области Украины.
Население по переписи 2001 года составляло 230 человек. Занимает площадь 0,49 км². Почтовый индекс — 80335. Телефонный код — 3252.